# (2165) Young
(2165) Young est un astéroïde de la ceinture principale, découvert à l'observatoire Goethe Link près de Brooklyn, dans l'Indiana.
Il est nommé d'après l'astronome américain Charles Augustus Young.